# 3-й армійський корпус (Російська імперія)

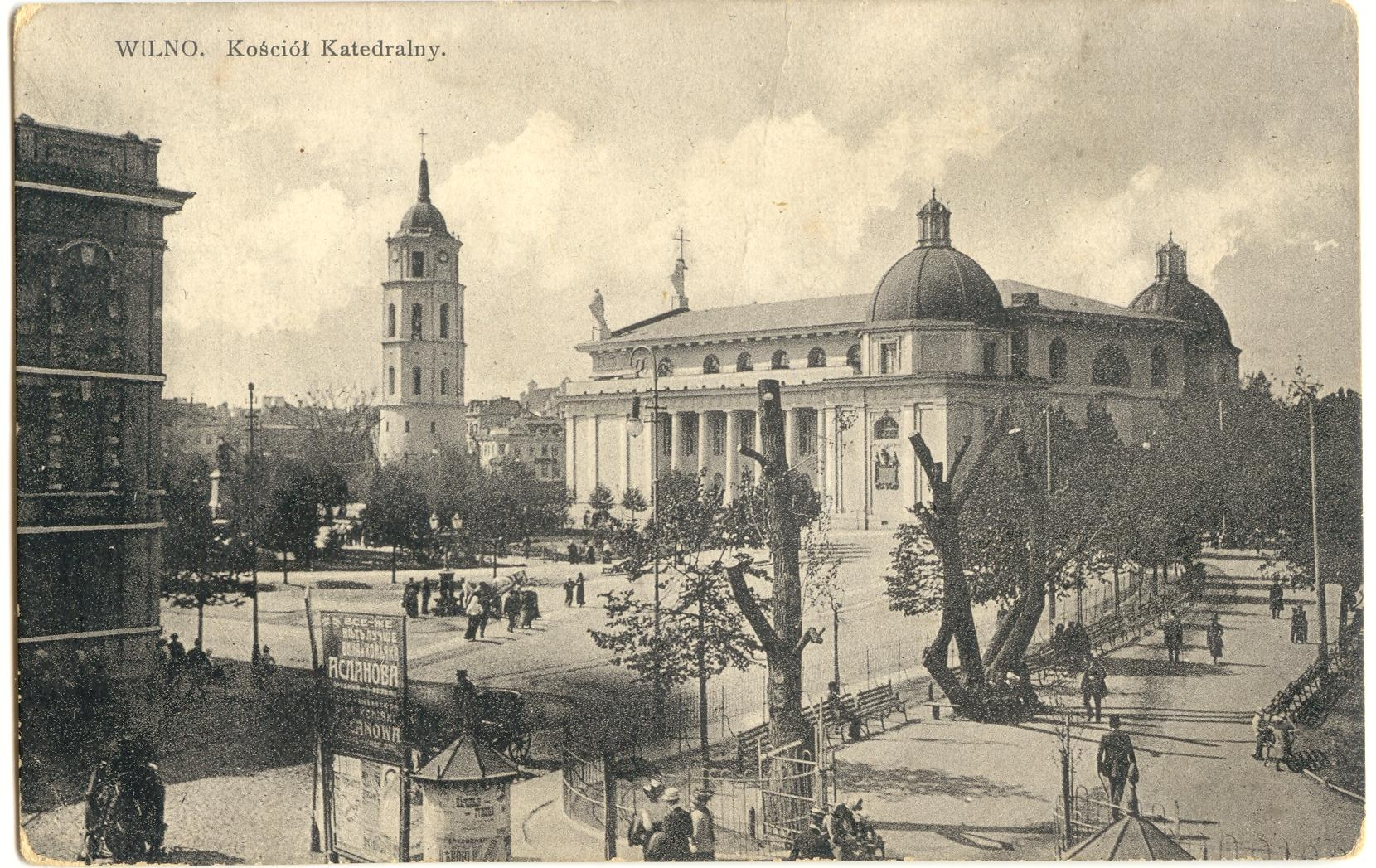
Катедральний собор, місто Вільно, вигляд до Першої світової війни

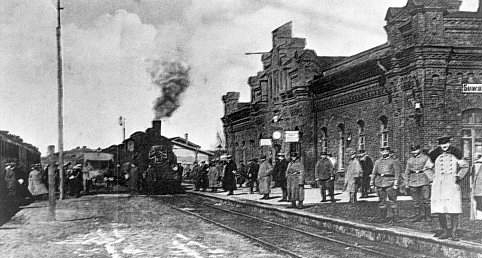
Залізничний вокзал, місто Сувалки, 1917 рік

3-й армійський корпус (рос. 3-й армейский корпус) — загальновійськове оперативне з'єднання (армійський корпус) Російської імператорської армії.

## Історія
Див. 3-й піхотний корпус (Російська імперія)
У зв'язку з військово-окружною реформою (Мілютіна), у 1862 - 1864 роках, піхотні (армійські) та кавалерійські корпуси як військові тактичні та адміністративні одиниці збройних сил держави були скасовані. Однак переваги корпусної організації у справі підготовки військ та посилення їх бойової готовності призвели до відтворення армійських корпусів у 1874 — 1879 роках. Кожен корпус включав управління, дві або три піхотних і одну кавалерійську дивізії з артилерією.
У 1874 році, за рішенням Особливої наради щодо посилення бойової готовності польових військ Російської імперії, було вирішено частину їх з'єднати в армійські корпуси. З'єднання було сформовано 19 лютого 1877 року в складі 28-ї, 29-ї піхотних дивізій і 3-ї кавалерійської дивізії. Штаб-квартира — Вільно.  3-й корпус брав участь в російсько-турецькій війні 1877-1878 років.

## Бойові дії

### 3-й армійський корпус у битвах у Східній Пруссії та Прибалтиці в 1914-1915 рр.
З початком мобілізації 3-й армійський корпус увійшов до складу 1-ї російської армії генерала від кавалерії П. К. фон Ренненкампфа. Корпус - активний й успішний учасник битв біля Сталлупенена і Гумбінена 4 і 7 серпня 1914 р. відповідно. Брав участь в Мітаво-Шавельській операції у липні - початку серпня 1915 р. й Віленській операції у серпні – вересні 1915 р..

## Склад

### До 1 червня 1909 року
- управліня;
- 27-ма піхотна дивізія[ru][1];
- 28-ма піхотна дивізія[ru][1];
- 3-тя кавалерійська дивізія[1].

### На 18 липня 1914 року
До початку війни входив до Віленської військової округи. Склад на 18.07.1914:
- 25-та піхотна дивізія[ru] (штаб-квартира Двінськ)
  - 1-ша бригада (штаб-квартира Двінськ)
    - 97-й піхотний Лифляндський полк[ru] (штаб-квартира Двінськ)
    - 98-й піхотний Юр'ївський полк[ru] (штаб-квартира Двінськ)

  - 2-га бригада (штаб-квартира Двинск)
    - 99-й піхотний Івангородський полк[ru] (штаб-квартира Двінськ)
    - 100-й піхотний Островський полк[ru] (штаб-квартира Двінськ)

  - 25-та артилерійська бригада
- 27-ма піхотна дивізія[ru] (штаб-квартира Вільно)
  - 1-ша бригада (штаб-квартира Вільно)
    - 105-й піхотний Оренбурзький полк[ru] (штаб-квартира Вільно)
    - 106- піхотний Уфимський полк[ru] (штаб-квартира Вільно)

  - 2-га бригада (штаб-квартира Вільно)
    - 107-й піхотний Троцький полк[ru] (штаб-квартира Вільно)
    - 108-й піхотний Саратовський полк[ru] (штаб-квартира Оліта)

  - 27-ма артилерійська бригада (штаб-квартира Вільно)
- 5-та стрілецька бригада (штаб-квартира Сувалки)
  - 17-й стрілецький полк[ru] (штаб-квартира Сувалки)
  - 18-й стрілецький полк[ru] (штаб-квартира Сувалки)
  - 19-й стрілецький полк[ru] (штаб-квартира Сувалки)
  - 20-й стрілецький полк[ru] (штаб-квартира Сувалки)
  - 5-й стрілецький артилерійський дивізіон
- 3-тя кавалерійська дивізія (штаб-квартира Ковно)
  - 1-ша бригада
    - 3-й драгунський Новоросійський полк[ru]
    - 3-й уланський Смоленський полк[ru]

  - 2-га бригада
    - 3-й гусарський Єлисаветградський полк
    - 3-й Донський козацький полк[ru]

  - 3-й кінно-артилерійський дивізіон
    - 5-та кінно-артилерійська батарея
    - 6-та кінно-артилерійська батарея
- 3-й мортирно-артилерійський дивізіон
- 3-й саперний батальйон
- 4-й понтонний батальйон
- 2-га іскрова рота

## Командування корпусу

### Командувачі корпусу
- 19.02.1877 — 23.04.1878 — генерал-лейтенант Карл Генріх фон Ден[ru]
- 04.05.1878 — 05.08.1878 — генерал-лейтенант Моллер Едуард Антонович[ru]
- 15.08.1878 — хх.хх.1885 — генерал-лейтенант барон Деллінгсгаузен Едуард Карлович[ru]
- 06.07.1885 — 19.10.1894 — генерал-лейтенант Алхазов Яків Кайхосрович[ru]
- 28.10.1894 — 01.01.1898 — генерал-лейтенант Дмитровський Віктор Іванович[ru]
- 01.01.1898 — 29.05.1899 — генерал-лейтенант (з 06.12.1898 генерал від інфантерії) Максимович Василь Миколайович[ru]
- 11.06.1899 — 25.03.1903 — генерал-лейтенант (з 01.01.1901 генерал від інфантерії) Чайковський Митрофан Петрович[ru]
- 16.04.1903 — 22.06.1904 — генерал-лейтенант Разгонов Костянтин Йосипович
- 22.06.1904 — 16.12.1904[7] — генерал-лейтенант Прескотт Олександр Едуардович[ru]
- 12.01.1905 — 05.12.1906 — генерал-лейтенант Волькенау Іван Васильович
- 27.12.1906 — 20.01.1913 — генерал-лейтенант (з 06.12.1910 генерал від кавалерії) фон Ренненкампф Павло Карлович
- 29.01.1913 — 06.02.1915 — генерал-лейтенант (з 14.04.1913 генерал від інфантерії) Єпанчин Микола Олексійович[ru]
- 14.02.1915 — 22.08.1915 — генерал-лейтенант (з 22.03.1915 генерал від інфантерії) Зегелов Олександр Олександрович[ru]
- 22.08.1915 — 16.04.1916 — генерал-лейтенант Альфтан Володимир Олексійович
- 16.04.1916 — 11.09.1916 — генерал от инфантерии Огановський Петро Іванович[ru]
- 11.09.1916 — 03.04.1917 — генерал-лейтенант Янушевський Григорій Юхимович
- 07.04.1917 — 12.10.1917 — генерал-майор (з 29.04.1917 генерал-лейтенант) Надежний Дмитро Миколайович[ru]
- с 22.10.1917 — генерал-лейтенант Дзичканець Борис Олексійович[ru]

### Начальники штабу корпусу
- 24.02.1877 — 15.05.1885 — полковник (з 01.01.1878 генерал-майор) Козен Олександр Федорович[ru]
- 15.05.1885 — 09.12.1892 — генерал-майор Тивалович Іван Іванович
- 11.01.1893 — 05.01.1898 — генерал-майор Новогребельський Станіслав Станіславович
- 05.01.1898 — 20.10.1899 — генерал-майор Лавров Микола Нілович
- 02.11.1899 — 17.02.1904 — генерал-майор Петров Олександр Костянтинович
- 24.03.1904 — 12.10.1904 — генерал-майор Бердяєв Микола Сергійович
- 22.10.1904 — 16.06.1906 — генерал-майор Рогоза Олександр Францевич
- 23.07.1906 — хх.07.1908 — генерал-майор барон Ікскуль-фон-Гільдебант Олександр Георгійович
- 09.07.1908 — 19.10.1914 — генерал-майор Чагін Володимир Олександрович
- 14.12.1914 — 17.07.1915 — генерал-майор Еггерт Віктор Вікторович
- 18.07.1915 — 07.02.1917 — генерал-майор Чаусов Микола Дмитрович
- 08.02.1917 — 04.05.1917 — генерал-майор Єгор'єв Володимир Миколайович
- 12.05.1917 — 07.08.1917 — генерал-майор Лебедєв Михайло Васильович
- 12.08.1917 — хх.хх.1918 — генерал-майор Суворов Андрій Миколайович

### Начальники артилерії корпусу
В 1910 посаду начальника артилерії корпусу була замінена посадою інспектора артилерії
Посада начальника/інспектора артилерії корпусу відповідала чину генерал-лейтенанта. Особи, які призначалися на цю посаду в чині генерал-майора, були виконувачами обов'язків і затверджувалися в ній одночасно з піднесенням до генерал-лейтенантів.
- 19.03.1877 — 05.12.1889[8] — генерал-майор (з 30.08.1881 генерал-лейтенант) Костогоров Яків Михайлович
- 09.01.1890 — 04.02.1893 — генерал-майор (з 30.08.1892 генерал-лейтенант) Федорцов-Малиш Олександр Микитович
- 04.02.1893 — 19.01.1898 — генерал-лейтенант Скворцов Олександр Миколайович
- 19.01.1898 — 10.04.1901 — генерал-майор (з 05.04.1898 генерал-лейтенант) Топорнін Дмитро Андрійович[ru]
- 30.05.1901 — 09.07.1906 — генерал-майор (з 06.12.1903 генерал-лейтенант) Шепілов Олексій Степанович
- 25.07.1906 — 26.10.1913 — генерал-майор (з 22.04.1907 генерал-лейтенант) Невадовський Дмитро Іванович
- 18.12.1913 — 16.04.1916 — генерал-майор (з 06.12.1914 генерал-лейтенант) граф Доливо-Добровольський-Євдокимов Віктор Вікторович[ru]
- 13.05.1916 — 18.02.1917 — генерал-майор Пілкін Костянтин Костянтинович
- 18.02.1917 — хх.хх.хххх — генерал-майор Андрєєв Іван Никанорович[ru]

### Корпусні інтенданти
Посада корпусного інтенданта відповідала чину полковника. Особи, що мали при призначенні нижчий чин, були виконувачами обов'язків і затверджувалися в ній під час піднесення у полковники.
- 17.02.1898 — 19.07.1900 — полковник Ланг Віктор Іванович
- 23.07.1900 — хх.хх.1905 — статський радник (дійсний статський радник) Левандовський Михайло Іванович
- 13.11.1905 — 08.08.1910 — підполковник (з 06.12.1906 полковник) Воротницький Зенон Августинович
- 16.08.1910 — после 01.03.1914 — підполковник (з 14.04.1913 полковник) Вишняков Олександр Михайлович